# Medmar Donata
Il Medmar Donata è un monocarena appartenente alla compagnia di navigazione italiana Medmar.

## Servizio
Costruito nei cantieri navali Rodriquez di Messina con il nome di Princess of Dubrovnik e consegnato il 1º gennaio 1998 alla croata Atlas Putnicka Agencija, prende servizio nello stesso anno nei collegamenti tra le isole croate.
Il 5 agosto 2016 viene venduto all'italiana TarNav e, giunto in Sicilia, viene sottoposto a lavori di ristrutturazione, durante i quali viene trasferito sotto le insegne della compagnia. Il 12 agosto 2017 prende servizio nei collegamenti tra Milazzo e le Eolie.
Nel 2018 viene noleggiato alla Blu Jet e prende servizio nei collegamenti tra Messina, Villa San Giovanni e Reggio Calabria.
Il 30 aprile 2019, durante le manovre di ormeggio a Villa San Giovanni, entra in collisione con la banchina, non riportando tuttavia danni di rilievo.
Il 6 novembre 2020 viene di nuovo noleggiato alla Blu Jet insieme al gemello Nautilus e torna in servizio nei collegamenti tra Messina, Villa San Giovanni e Reggio Calabria in sostituzione dei gemelli Selinunte Jet e del Tindari Jet, entrambi fermi per le necessarie riparazioni dei danni a seguito della loro collisione. Terminato il noleggio, nel 2023 viene disarmato a Messina.
Il 21 maggio 2025 ne viene annunciata la cessione alla Medmar e, ribattezzato Medmar Donata, viene trasferito sotto le insegne di quest'ultima, in attesa di prendere servizio nei collegamenti tra Pozzuoli, Procida e Ischia.

## Navi gemelle
- Nautilus
- Salerno Jet
- Isola di San Pietro